# كلية الطب والصيدلة بوجدة
كلية الطب والصيدلة بوجدة (FMP-Oujda) هي واحدة من ثلاث عشرة مؤسسة عمومية للتعليم العالي في مجالات الطب والصيدلة بالمغرب، وهي تتبع جامعة محمد الأول بوجدة. تأسست عام 2008، وتستوعب حاليا زهاء ثلاثة آلاف طالب في مختلف الأسلاك، يؤطرهم أزيد من ثمانين أستاذا ومتخصصا.

## تعليم
بعد اجتياز البكالوريا وامتحان القبول في الكلية، ينقسم التعليم إلى 3 فترات:
1. الفترة الأولى تتكون من السنتين الأوليين.
2. الفترة الثانية تمتد على مدى ثلاث سنوات. وتُختتم السنة الأخيرة بامتحان يحدد اختيار تخصص الإقامة والمنطقة الجغرافية المستقبلية للممارسة.
3. الفترة الثالثة، التي تستمر لمدة سنتين، تعتبر فترة الإقامة (التدريب المهني).

بعد مناقشة الأطروحة، يحصل الطالب على شهادة الدكتوراه في الطب.

## إدارة
- خدمة الدورات والامتحانات
- قسم شؤون الطلاب
- قسم الموارد البشرية
- خدمة الصعود إلى الإقامة
- خدمات الشؤون الاقتصادية
- خدمة إعلامية
- مكتبة

## المهام والأهداف
كليّة الطب والصيدلة في وجدة، مثل جميع الكليات الأخرى في المملكة، لها مهام تتمثل في:
- تقديم التعليم الطبي الأساسي للطلاب المسجلين فيها، وتقديم التعليم المستمر - نوعًا من التحديث - للأطباء لتزويدهم بالمعرفة الطبية التي تجعلهم قادرين على تلبية الاحتياجات الصحية للسكان وفقًا للمعايير الدولية للجودة.
- تطوير البحث في مجالات مختلفة من علوم الصحة لتعزيز رفاهية السكان.

أهداف المؤسسة للطبيب المستقبلي:
- الخبير: بعد الانتهاء من تدريبه في كلية الطب، يجب أن يكون الطبيب المستقبلي قادرًا على التعامل مع الأمراض الأكثر شيوعًا في مراحل الوقاية والعلاج التكاملي والراحة وإعادة التأهيل، وذلك وفقًا للمعايير الدولية للجودة.

- المتعاون: يجب أن يكون لديه روح العمل الجماعي مع جميع المشاركين في مجال الصحة.

- المتواصل: يعتبر التواصل في عصرنا من أهمية بالغة. يجب أن يتمتع الطبيب المستقبلي بهذه الصفة للتواصل بسهولة مع المرضى والعائلة والزملاء والشركاء الاجتماعيين.

- المدير: يجب أن يكون لديه أيضًا روح المدير العاقل لإدارة الموارد المتاحة في نظام الرعاية الصحية التي يتاح له.

- المتعلم: يجب أن يستخدم الوسائل والموارد المتاحة له للتعلم المستمر المستقل لمواكبة كل ما هو جديد في المجال الطبي وكل ما يتعلق بالصحة.

- مروّج للصحة: يجب عليه تعزيز الصحة على المستوى الفردي والجماعي.

- مهني: يجب على الطبيب أن يلتزم بالأحكام القانونية والتنظيمية في ممارسة مهنته، بالإضافة إلى قواعد الأخلاق والمهنية.

## الكلية بالأرقام
- ركز طبي جامعي كبير: مستشفى جامعي محمد السادس.
- حوالي 1800 طالب قادمون من وجدة والمدن المجاورة، بما في ذلك 300 طالب أجنبي بشكل رئيسي من تونس وطلاب من الشرق الأوسط وجنوب الصحراء الكبرى.
- 85 موظفًا تدريسيًا. 22 موظفًا إداريًا وفنيًا.
- 13،175 متر مربع من المرافق المخصصة للتعليم والبحث.
- موقع مستشفى "الفارابي" في المنطقة تحت اتفاقية.

## معدات
يضم مبنى مقر الكلية خدمات إدارية وفنية وأربع قاعات محاضرات وأكثر من عشرة فصول دراسية. مبنى يضم المختبرات.
الطلاب والمعلمين والباحثين والموظفين تحت تصرفهم :
- مكتبة بها 1943 كتابًا ، وغرفتي قراءة للطلاب والمعلمين.
- غرفة اجتماعات مصحوبة بنظام صوتي كامل
- غرفتين كمبيوتر
- خدمة حيوانات مشتركة
- كافتيريا
- غرف الإجتماعات
- المباني الاجتماعية والرياضية

## الحياة الطلابية
الحياة الطلابية في كلية الطب والصيدلة في وجدة مفعمة بالحيوية بشكل خاص ، ولا سيما بفضل مجلس الطلاب والاتحاد الثقافي لطلاب الطب UCEMO ، وهي جمعية تجمع الطلاب بهدف تنشيط الطلاب سواء في المجال الطبي أو الاجتماعي أو المجالات الرياضية والثقافية. يسمح هذا الأخير أيضًا بافتتاح الكلية للعالم ، من خلال تقديم التبادلات المهنية والبحثية عبر الكوكب للطلاب. أصبحت UCEMO لجنة محلية لـ IFMSA-Morocco وتعتبر واحدة من أفضل الجمعيات الطلابية في وجدة.

## اضراب طلبة الطب والصيدلة 2023
قرر طلبة كليات الطب والصيدلة وطب الأسنان الدخول في “إضراب شامل ومفتوح” عن التداريب الاستشفائية والدروس النظرية والتطبيقية، مع مقاطعة جميع الامتحانات، ابتداء من يوم السبت 16 دجنبر 2023. واعتبرت اللجنة الوطنية لطلبة الطب وطب الأسنان والصيدلة، في بيان لها أن هذه الخطوة الاحتجاجية تأتي في خضم “المسلسل النضالي الذي يعيشه طلبة الطب والصيدلة وطب الأسنان بالمغرب، دفاعا عن جودة التكوين مع استمرار مسلسلي الضبابية والاكتظاظ” في حين تحمل الوزارتين المسؤولية التامة عن كل أشكال التصعيد والشلل الذي طال كليات الطب والمستشفيات التابعة لها.

### مقالات ذات صلة
- الدراسات الطبية في المغرب

### روابط خارجية
- http://fmpo.ump.ma